# James Curran Davis

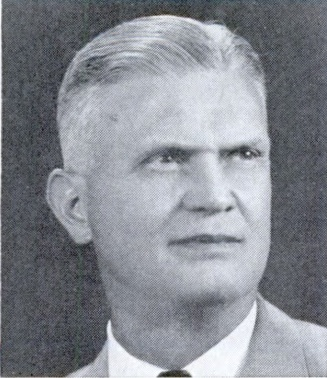
James Curran Davis, etwa 1961

James Curran Davis (* 17. Mai 1895 in Franklin, Heard County, Georgia; † 18. Dezember 1981 in Atlanta, Georgia) war ein US-amerikanischer Politiker und vertrat den Bundesstaat Georgia als Abgeordneter im US-Repräsentantenhaus.

## Werdegang
Nach dem Schulbesuch ging Davis auf das Reinhardt College in Waleska und das Emory College in Oxford. Er studierte Jura, erhielt seine Zulassung als Rechtsanwalt 1919 und eröffnete dann eine Praxis in Atlanta. Während des Ersten Weltkrieges verpflichtete er sich im United States Marine Corps. Dort diente er vom 24. Dezember 1917 bis zu seiner Entlassung am 11. Januar 1919, zuerst im Dienstgrad eines Leutnants und später eines Kapitäns in den Judge Advocate General’s Department, sowie Officers Reserve Corps. Nach dem Krieg nahm er seine Tätigkeit als Anwalt wieder auf.
Davis vertrat als Abgeordneter der Demokratischen Partei von 1924 bis 1928 den Wahlbezirk De Kalb County in dem Repräsentantenhaus von Georgia. Danach arbeitete er von 1928 bis 1931 als Rechtsanwalt in Georgias Department für Arbeitgeber-Arbeitnehmer-Beziehungen und von 1931 bis 1934 im De Kalb County. Anschließend war er von 1934 bis 1947 Richter des Kammergerichts im Gerichtsbezirk Stone Mountain.
Davis war 1948 Delegierter zur Democratic National Convention, wobei er Georgia schon seit einem Jahr als Demokrat im 80. Kongress vertrat. Seine Amtszeit belief sich vom 3. Januar 1947 bis zum 3. Januar 1963. Er kandidierte 1962 noch einmal für den 88. Kongress, scheiterte aber. In seiner Amtszeit war er an der Verfassung des Southern Manifesto beteiligt, das sich gegen die Rassenintegration an öffentlichen Einrichtungen aussprach.
Nach seiner Tätigkeit im Kongress nahm er seine Tätigkeit als Anwalt wieder auf. Zwischen 1964 und 1965 war er Verleger der Atlanta Times und Vorstandsmitglied der Salem Campground and De Kalb Federal Savings and Loan Association in Atlanta. Davis verstarb am 18. Dezember 1981 in Atlanta. Er wurde auf dem Oak Hill Cemetery in Newnan beerdigt.